# C'est la vie (programma televisivo)
C'est la vie è stato un programma televisivo italiano di genere quiz a premi, riguardante i sondaggi e le opinioni. Il programma, basato sul format americano That’s Life! trasmesso sulla ABC, è andato in onda su Canale 5 dal 30 settembre 1985 al 23 giugno 1989 ed era condotto inizialmente da Marco Columbro.
L'inizio era fissato alle ore 18:30 circa. Dal 22 settembre 1986 il programma aveva cambiato non solo il canale, passando su Rete 4, ma anche il conduttore, il quale era Umberto Smaila, che prese il posto di Columbro (passato a condurre Studio 5). Durante la sua conduzione, era presente nel programma come intervistatrice esterna Patrizia Rossetti, confermata anche per le due edizioni 1987–1988 e 1988–1989.
Andato in onda alle ore 18:15, dal 1988 il programma ritornò su Canale 5 a partire da lunedì 27 giugno alle ore 11:30 prolungando per tutta l'estate, e poi si trasferisce alle ore 17:30 a partire da lunedì 19 settembre dello stesso anno, a cavallo tra Doppio slalom (condotto da Corrado Tedeschi dalle ore 17:00) e Ok, il prezzo è giusto! (condotto invece da Iva Zanicchi dalle ore 18:00), per essere poi definitivamente chiuso nel giugno del 1989.
Il programma condivideva lo studio televisivo della Videotime con i programmi Tuttinfamiglia, Doppio slalom ed Help! (dall'autunno 1985); questo faceva sì che si dovessero smontare e rimontare ogni volta le scenografie. La scenografia era di Graziella Evangelista.

## Il programma

### Svolgimento
Lo svolgimento del gioco avveniva in questo modo: alla sinistra ed alla destra del conduttore c'erano due banconi, occupati rispettivamente da tre concorrenti uomini e da tre concorrenti donne. Alle spalle del presentatore era presente un tabellone colorato di giallo, formato da otto display girevoli per il tabellone dei "Sondaggi", e diciassette display girevoli per il tabellone delle "Preferenze".
Per il gioco del tabellone dei "Sondaggi" c'erano in palio 2 400 000 lire. Il gioco consisteva in questo: il conduttore faceva ai concorrenti delle domande e a seconda delle percentuali su che cosa fanno di solito gli uomini o le donne, i sondaggi variavano, ad esempio: "100 UOMINI (O DONNE) SUI 40, CHE COSA PROVI QUANDO TORNI A CASA DAL LAVORO". Successivamente un membro delle 2 squadre doveva dire la loro risposta a seconda di quanto era scritto sul tabellone. Sul tabellone delle "Preferenze" erano scritte delle materie o preferenze a scelta, e i concorrenti dovevano scegliere delle materie a scelta, come ad esempio Regioni italiane, Cantanti famosi, Cucina italiana. Per le caselle:
- Se uscivano quelle con il numero 1 si vinceva 1 000 000 di lire;
- Se uscivano invece quelle con il numero 2, i loro montepremi aumentavano di 3 000 000;
- Se uscivano inoltre quelle con il numero 3, il loro montepremi aumentava ancora di 6 000 000;
- Infine, se uscivano quelle con la parola C'est la vie i concorrenti si accomodavano nella panchina e rientravano nella terza fase del gioco, che era ancora quello precedente (ovvero il tabellone dei "Sondaggi").

I vincitori diventavano campioni e tornavano il giorno successivo.
Dal 1985 al 1986 con la conduzione di Columbro, la targhetta con il nome del concorrente era di forma che ricalcava il bancone di ogni categoria (donne e uomini), ovvero la stessa targhetta dell'edizione francese. Dal 1986 al 1989 con la conduzione di Smaila, la targhetta era di forma rettangolare con al centro un triangolo rovesciato.

### La chiusura
Il programma chiuse il 23 giugno 1989 per dare spazio al nuovo quiz Babilonia, andato in onda dal 18 settembre 1989 e condotto dallo stesso Umberto Smaila e con gli stessi autori, ma in estate il programma proseguì con le repliche dello stesso anno. Nell'estate del 1988 e del 1989, Canale 5 aveva mandato in onda nella fascia oraria del mezzogiorno le repliche di tre giochi a quiz, secondo l'orario:
- Ore 11:00: messa in onda di Fantasia, condotto da Cesare Cadeo con la partecipazione di Linda Lorenzi;
- Ore 11:30: messa in onda di C'est la vie, che era tornato nell'ammiraglia delle reti Fininvest (ovvero su Canale 5), e condotto dallo stesso Smaila;
- Ore 12:00: messa in onda di Doppio slalom (condotto da Corrado Tedeschi), e quella fu una replica della stagione 1987–1988;
- Ore 12:30: messa in onda del quiz Ok, il prezzo è giusto! di Iva Zanicchi (nell'estate del 1989), nonostante furono le repliche della stagione 1988–1989, a un anno di distanza dalla chiusura del quiz condotto dallo stesso Cadeo, Fantasia.

## Esportazione del format
Il format, venne esportato in Francia nel 1986, dove andò in onda per alcuni mesi sul network francese La Cinq, di proprietà della Fininvest, tutte le sere alle ore 19:30 con il titolo C'est beau la vie.